# Deutsche Fußballmeisterschaft 1923/24
Die siebzehnte deutsche Fußballmeisterschaft sah die Neuauflage des Endlos-Finals von 1922. Doch fiel die Entscheidung diesmal in regulärer Spielzeit auf dem grünen Rasen. Der 1. FC Nürnberg holte seinen dritten Titel und zog so mit Rekordmeister VfB Leipzig gleich. Es war das letzte Mal vor dem Zweiten Weltkrieg, dass eine Meisterschaftsendrunde mit acht Mannschaften oder weniger ausgetragen wurde.
Weitere deutsche Fußballmeister in diesem Jahr waren der Dresdner SV 1910 beim ATSB und die DJK Katernberg bei der Deutschen Jugendkraft.

## Teilnehmer an der Endrunde
| Verein                      | Qualifiziert als                                             |
| VfB Königsberg              | Meister des Baltischen Rasensport-Verbandes                  |
| Vereinigte Breslauer Spfr.  | Vertreter des Südostdeutschen Fußballverbandes               |
| Berliner TuFC Alemannia 90  | Meister des Verbandes Brandenburger Ballspielvereine         |
| SpVgg 1899 Leipzig-Lindenau | Meister des Verbandes Mitteldeutscher Ballspielvereine       |
| Hamburger SV                | Meister des Norddeutschen Fußballverbandes, Titelverteidiger |
| Duisburger SpV              | Meister des Westdeutschen Spielverbandes                     |
| 1. FC Nürnberg              | Meister des Verbandes Süddeutscher Fußballvereine            |

## Viertelfinale
| Datum        |                             | Ergebnis  | !Stadion                                   |
| ------------ | --------------------------- | --------- | ------------------------------------------ |
| 11. Mai 1924 | Berliner TuFC Alemannia 90  | 1:6 (0:3) | 1. FC Nürnberg \|Berlin, Deutsches Stadion |
| 11. Mai 1924 | Vgt. Breslauer Spfr.        | 0:3 (0:1) | Hamburger SV \|Breslau, Sportplatz Südpark |
| 11. Mai 1924 | SpVgg 1899 Leipzig-Lindenau | 6:1 (2:1) | VfB Königsberg \|Leipzig, Wackerstadion    |
|              | Duisburger SpV              | Freilos   | \|                                         |

## Halbfinale
| Datum        |                | Ergebnis  | !Stadion                                                |
| ------------ | -------------- | --------- | ------------------------------------------------------- |
| 25. Mai 1924 | 1. FC Nürnberg | 3:1 (1:0) | Duisburger SpV \|Fürth, Sportplatz am Ronhofer Weg      |
| 25. Mai 1924 | Hamburger SV   | 1:0 (1:0) | SpVgg 1899 Leipzig-Lindenau \|Hamburg, Stadion Hoheluft |

## Finale
| Paarung        | 1. FC Nürnberg – Hamburger SV |
| Ergebnis       | 2:0 (1:0) |
| Datum          | 9. Juni 1924 |
| Stadion        | Deutsches Stadion, Berlin |
| Zuschauer      | 40.000 |
| Schiedsrichter | Fritz Seiler (Mittweida) |
| Tore           | 1:0 Hochgesang (30.) 2:0 Strobel (87.) |
| 1. FC Nürnberg | Heinrich Stuhlfauth – Gustav Bark, Anton Kugler – Hans Schmidt, Hans Kalb, Carl Riegel – Wolfgang Strobel, Georg Hochgesang, Ludwig Wieder, Heinrich Träg, Hans Sutor |
| Hamburger SV   | Hans Martens – Albert Beier, Walter Risse – Hans Lang, Asbjørn Halvorsen, Hans Krohn – Walter Kolzen, Hugo Fick, Otto Harder, Karl Schneider, Hans Rave               |

Das Endspiel besuchten lt. Fußball Nr. 24 vom 12.6.24 , Seite 667 - 40.000 Zuschauer .

## Torschützenliste
| Spieler | Spieler       | Verein                      | Spiele | Tore |
| ------- | ------------- | --------------------------- | ------ | ---- |
| 1.      | Luitpold Popp | 1. FC Nürnberg              | 2      | 3    |
| 1.      | Erich Roßburg | SpVgg 1899 Leipzig-Lindenau | 2      | 3    |
| 3.      | Hans Kalb     | 1. FC Nürnberg              | 3      | 2    |